# Tadeusz Topolnicki
Tadeusz Topolnicki de Sas (ur. 5 czerwca 1903 w Tarnopolu, zm. 16 lipca 1995 w Krakowie) – porucznik Wojska Polskiego, uczestnik wojny polsko-bolszewickiej 1920 r. Jeden z trzech ostatnich żołnierzy marszałka Józefa Piłsudskiego.

## Życiorys
Syn Edwina Leona i Władysławy z domu Fritze.
Pracował jako naczelnik Urzędu Skarbowego w Równem, Elblągu i Brzesku. Organizator mikołajczykowskiego PSL na Wybrzeżu. Długoletni działacz PTTK w Krakowie. Oddany i długoletni członek Towarzystwa Pamięci Narodowej im. I Marszałka Polski Józefa Piłsudskiego w Krakowie, a także członek Komendy Głównej i były komendant Okręgu Krakowskiego Związku Legionistów Polskich. 14.10.1935 r. poślubił w Krakowie – Marię z domu Jaroszewską, córkę Kazimierza i Bronisławy, z którą miał dwie córki: Ewę Teresę i Barbarę Marię.
Pochowany na cmentarzu Rakowickim w Krakowie (kwatera V-płd.-10). 

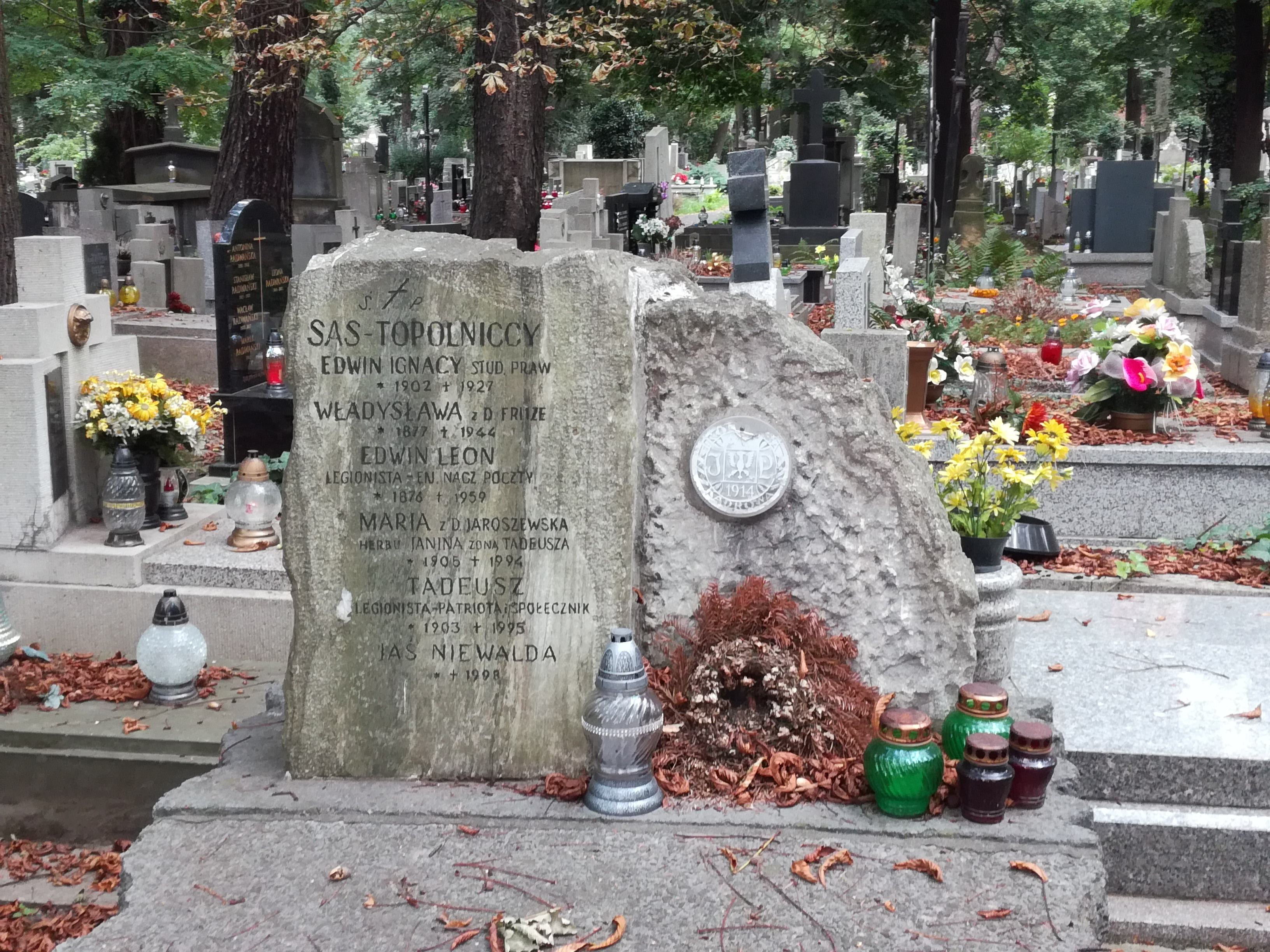
Grób Tadeusza Topolnickiego na cmentarzu Rakowickim

## Biogram szczegółowy
- 1 XI 1918 – 30 XII 1918 – ochotnicza służba w Wojsku Polskim – Nowy Targ i Jabłonka
- 1 I 1919 – 13 VII 1920 – poszukiwanie pracy oraz praca w Składnicy Kółek Rolniczych Nowy Targ
- 14 VII 1920 – 29 XII 1920 – służba ochotnicza w Wojsku Polskim: Dywizja Podhalańska i Pułk Artylerii Górskiej;
- 28 I 1921 – 3 X 1922 – praktykant w urzędzie pocztowym w Jordanowie;
- 6 X 1922 – 29 VI 1933. – Izba Skarbowa w Krakowie wydz. III, I i II;
- czerwiec 1930 – uzupełnienie średniego wykształcenia;
- 30 VI 1933 – 4 II 1934 – kierownik działu egzekucji 2. Urzędu Skarbowego w Krakowie
- 4 II 1934 – 26 I 1939 – naczelnik urzędu skarbowego w Brzesku;
- 28 I 1939 – 30 IX 1939 – naczelnik urzędu skarbowego w Horochowie (Wołyń), przeniesiony przed wojną do Równego na referenta
- 1 X 1939 – 1 II 1945 – pobyt w Krakowie; nie zgłaszał się okupantowi do służby utrzymywał się z różnych niestałych zajęć zarobkowych;
- 1 II 1945 – 18 IV 1945 – kadra kierownicza Izby Skarbowej Kraków z przydziałem do grupy operacyjnej Gdańsk
- 21 IV 1945 – 30 VII 1945 – p.o. kier. oddziału i p.o. kier. Wydziału;
- 19 VII 1945 – 30 VII 1947 – naczelnik urzędu skarbowego w Elblągu
- 31 VII 1947 – 7 III 1948 – naczelnik urzędu skarbowego w Kwidzynie

## Ordery i odznaczenia
- Krzyż Oficerski Orderu Odrodzenia Polski[2]
- Krzyż Kawalerski Orderu Odrodzenia Polski[2]
- Złoty Krzyż Zasługi[2]
- Medal Niepodległości[2][wymaga weryfikacji?]
- Krzyż za udział w Wojnie 1918-1921[2]